# Andidjan
Andidjan (en uzbek Andijon; rus Andizan o Andizhan) és una ciutat de la vall de Fergana a la riba esquerra del Iaxartes o Sirdarià. És la quarta ciutat del país i capital de la província d'Andidjan. Està prop de la frontera amb Kirguizstan i al vora del riu Andidjan-Say. La seva població segons el cens de 1999 és de 323.900 habitants.

## Història
És esmentada al segle x amb el nom d'Andukan o Andugan i la dominaven els karlucs dels quals va passar als karakhànides; sembla que el governador local es va posar al costat d'aquestos a la segona meitat del segle. Al segle següent la Transoxiana va estar governada pels karakhànides però generalment com a vassalls dels seljúcides. Als segles XI/XII Andidjan, en estar propera a la capital karakhànida Urzgend, va gaudir de certa prosperitat.
El 1204, el xa de Coràsmia, Alà-ad-Din Muhàmmad, va demanar ajut contra els gúrides al gurkhan dels kara-khitai, que era el seu nominal sobirà, el qual li va enviar al general Tayanku-Taraz; va demanar també ajut al kan karakhànida Uthman (1200-1212), senyor de Samarcanda. Amb aquestos reforços Ala al-Din va derrotar els gúrides a Hazarasp (1204). Llavors Uthman va fer aliança amb Ala al-Din Muhammad i junts van ocupar Bukharà; la sobirania dels xas de Coràsmia sobre els karakhànides de Transoxiana es va establir substituint a la dels kara-khitai. Aquestos van reaccionar i van recuperar Samarcanda, però el general Tayanku fou fet presoner en una batalla lliurada en un lloc incert, bé a l'estepa d'Ilamish, prop d'Andidjan o bé a l'estepa de Talas (1210) i el domini d'Uthman a Samarcanda, com a vassall dels xas de Coràsmia, es va consolidar.
Akhsikath era en aquest temps la capital de la vall de Fergana però fou en part destruïda al començament del segle xiii en les guerres de Muhàmmad de Coràsmia i durant la invasió mongola. La capital regional es va traslladar a Andidjan que també havia quedat malmesa pels mongols; a finals del segle xiii fou restaurada per Qaidu i Duwa, kans de Txagatai. Fou repoblada amb turcs que progressivament van imposar la seva llengua als que no eren turcs i la van difondre per Fergana. Fou especialment important durant el període timúrida i esmentada a les diverses lluites. Tamerlà (Timur) va donar el seu govern al seu fill Umar Shaykh el 1376. A la meitat del segle xv un altre personatge amb el mateix nom (Umar Shaykh) la va governar per compte del seu pare Sultan Abu Said ibn Muhammad de Samarcanda.
A Andidjan va néixer el 1483 el conqueridor de l'Índia Babur (Baber). En temps de Babur era la tercera fortalesa de Transoxiana després de Samarcanda i Kish (Shar-i Sabz). El mateix Babur en fou governador (1493/1494) i la va perdre davant els uzbeks però la va recuperar el 1498/1499, només per perdre-la altre cop poc després. El 1510 estava en mans del txagatai Said Khan ibn Ahmad (mort 1533) com a vassall de Babur. Andidjan va restar capital de la vall de Fergana durant els segles XIV a XVI i al final segle xvii (vers 1690) va esdevenir la capital del kanat uzbek de Fergana, que després vers el 1740 va traslladar la capital a Khokand (fundada el 1732). Sota el govern dels kan uzbeks de Kokand va prosperar i el kan Umar Khan ibn Narbuta (mort 1821/1822) va fundar Shahr-i Kan a l'oest de la ciutat i va construir un canal (Kara Darya).
El kanat fou annexionat per Rússia el 19 de febrer de 1876. Andidjan va adoptar la forma russa d'Andizan. En aquesta època tenia 30.620 habitants que vivien de l'agricultura; més tard es van descobrir mines de ferro i pous de petroli.
Un aixecament nacional es va produir el 17 i 18 de maig de 1898 sota la direcció de l'ishan (dervix) Madali de Min Tepe (a la regió de Margilan) xeic Muhammad Ali Khalifa, i fou reprimit en sang; aquest fet és conegut com revolta d'Andidjan; molta gent d'Andizan va ser afectada per la repressió; després del 1918 es va atribuir l'aixecament a causes socials però sembla que era més degut a causes nacionals.
El 1900 la ciutat tenia 49.682 habitants però el 1902 en va perdre uns 4.500 per un terratrèmol que va destruir la ciutat. El moviment basmatxi (iniciat el 1916) va tenir molta força a Andizan però fou finalment reprimit el 1923. El 1924 Andizan fou inclosa a la República Socialista Soviètica de l'Uzbekistan. El 1937 i 1938 es va descobrir petroli. El 1939 la seva població era de 83.400 habitants. El 6 de març de 1941 fou erigida en cap del districte d'Andizan de 3.800 km² que tenia per activitat principal el cotó.
El 1990 la situació a la vall era inestable per la influència dels grups islamistes radicals i la pobresa i atur entre els joves. Van esclatar disturbis a Andizan l'abril de 1990 en al que les cases de jueus i armenis foren atacades i algunes cremades. El 1991 Uzbekistan va accedir a la independència; la ciutat i la regió van patir una seriosa crisi econòmica. Fou centre d'operacions del Moviment Islàmic de l'Uzbekistan (MIU). El maig del 2003 fou arrestat un ciutadà local de nom Azizbek Karimov acusat d'actes terroristes en nom del MIU i fou executat l'abril del 2004.
El maig de 2005 els militars van obrir contra una manifestació popular que protestava per les males condicions de vida i la corrupció del govern. El govern va acusar als terroristes però després d'una investigació internacional va haver de reconèixer la seva responsabilitat; el nombre de morts mai es va poder saber.